# Guilty (album de Blue)
Pour les articles homonymes, voir Guilty.
Albums de Blue
One Love
(2002) Roulette
(2013)
Singles
1. Guilty (en)
Sortie : 20 octobre 2003
2. Signed, Sealed, Delivered I'm Yours
Sortie : 15 décembre 2003
3. Breathe Easy/A chi mi dice
Sortie : 22 mars 2004
4. Bubblin' (en)
Sortie : 28 juin 2004

Guilty est le troisième album studio du boys band anglais Blue, sorti le 3 novembre 2003. L'album est entré à la 1re place du classement britannique et a été certifié double disque de platine au Royaume-Uni.
L'album a particulièrement eu du succès au Royaume-Uni, en Europe, au Japon et en Nouvelle-Zélande et s'est vendu à plus de 2,5 millions d'exemplaires dans le monde. Guilty, Signed, Sealed, Delivered I'm Yours, Breathe Easy et Bubblin' ont été sortis comme singles de l'album. Guilty, co-écrit par Gary Barlow, était le single le plus réussi de l'album, atteignant la deuxième place au Royaume-Uni et le top 10 dans divers autres pays.

## Singles
Le premier single de l'album, Guilty, est sorti en octobre 2003. C'est le single ayant eu le plus de succès de l'album, atteignant la deuxième place du UK Singles Chart, la 29e place du Top 40 australien, la 14e place en Nouvelle-Zélande, la quatrième place en Irlande, la première place au Danemark et le top 10 en Écosse, en Espagne, en Hongrie, en Italie et en Roumanie.
Signed, Sealed, Delivered I'm Yours est sorti comme deuxième single de l'album. La chanson est une reprise de Stevie Wonder, qui participe également dans cette version aux côtés d'Angie Stone. Le single a notamment culminé à la 11e place au Royaume-Uni, la 7e place au Danemark et la 17e place en Irlande. The Gift a été sorti au Japon comme double face A avec Signed, Sealed, Delivered I'm Yours, The Gift a culminé à la 3e place du Japan Hot 100 et un clip vidéo a été enregistré et inclus dans l'édition japonaise de la compilation 4Ever Blue.
Breathe Easy est sorti en mars 2004. Le single a atteint la quatrième place du UK Singles Chart. La chanson a été produite par DEEKAY et co-écrite par Lee Ryan, Lars Halvor Jensen et Michael Martin Larsson. La chanson a été vendu à plus de 100 000 exemplaires au Royaume-Uni. En France et en Italie, une version italienne de la chanson intitulée A chi mi dice est sortie en single à la place. Cette version atteint la première place en Italie, avec un disque d'or, et la 15e place en France.
Le quatrième et dernier single de l'album, Bubblin', est sorti en juin 2004. Le single a culminé à la 9e place du UK Singles Chart. En France, une version avec des paroles en français intitulée You & Me Bubblin', est sortie à la place de l'original. Cette version met en vedette le boys band français Linkup.

## Liste des pistes
| No  | Titre                                                                        | Auteur                                                                                      | Producteur(s)                         | Durée |
| --- | ---------------------------------------------------------------------------- | ------------------------------------------------------------------------------------------- | ------------------------------------- | ----- |
| 1.  | Stand Up                                                                     | - Antony Costa - Duncan James - Lee Ryan - Simon Webbe - Joe Belmaati - Mich Hansen - Remee | Cutfather & Joe                       | 3:38  |
| 2.  | Signed, Sealed, Delivered I'm Yours (featuring Stevie Wonder et Angie Stone) | - Stevie Wonder - Lee Garrett - Syreeta Wright - Lula Mae Hardaway                          | - Martin Harrington - Ash Howes       | 3:33  |
| 3.  | Taste It                                                                     | - James - Gary Barlow - Eliot Kennedy - Tim Woodcock                                        | True North                            | 3:33  |
| 4.  | Guilty                                                                       | - James - Barlow - Kennedy - Woodcock                                                       | - True North - Harrington - Ash Howes | 3:45  |
| 5.  | Bubblin'                                                                     | - Costa - Lars Halvor Jensen - Johannes Jørgensen - Ali Tennant                             | Deekay                                | 3:05  |
| 6.  | Rock the Night                                                               | - Costa - Matt Rowe - Sheppard Solomon                                                      | Matt Rowe                             | 3:21  |
| 7.  | When Summer's Gone                                                           | - Costa - James - Ryan - Webbe - Mikkel S. Eriksen, Tor Erik Hermansen, Hallgeir Rustan     | Stargate                              | 4:11  |
| 8.  | Alive                                                                        | - Costa - James - Ryan - Webbe - Eriksen - Hermansen - Rustan                               | Stargate                              | 3:39  |
| 9.  | I Wanna Know                                                                 | - Costa - James - Rasmus Bille Bähncke - René Tromborg - Nate Butler - Leonard Dixon        | Supa'Flyas                            | 3:38  |
| 10. | Back It Up                                                                   | - Costa - Webbe - Jensen - Dicky Daniel Klein - Jørgensen - Tennant                         | Deekay                                | 3:32  |
| 11. | Breathe Easy                                                                 | - Ryan - Jensen - Martin M. Larsson                                                         | Deekay                                | 4:36  |
| 12. | Walk Away                                                                    | - Ryan - Howes - Wayne Hector - Martin Harrington                                           | - Harrington - Howes                  | 4:39  |
| 13. | Where You Want Me                                                            | - James - John McLaughlin - Steve Robson                                                    | Steve Robson                          | 3:45  |
| 14. | How's a Man Supposed to Change?                                              | - Ryan - Rob Persaud                                                                        | Rob Persaud                           | 4:04  |
| 15. | No Goodbyes                                                                  | - Costa - Howes - Harrington - Conner Reeves                                                | - Harrington - Howes                  | 3:57  |

| 16. | The Gift | Noriyuki Makihara                 | Deekay | 4:55 |
| 17. | Elements | - Costa - Ryan - Jensen - Tennant | Deekay | 3:33 |

| 16. | One Love (Latin Version) (featuring Ilona)                               |  |  | 3:42 |
| 17. | Sorry Seems to Be the Hardest Word (Extended Mix) (featuring Elton John) |  |  | 4:04 |

| 16. | One Love (Spanish Version) (featuring Mariana Ochoa)                     |  |  | 3:42 |
| 17. | Sorry Seems To Be The Hardest Word (Extended Mix) (featuring Elton John) |  |  | 4:04 |

| 1.  | Stand Up                                                                     | - Antony Costa - Duncan James - Lee Ryan - Simon Webbe - Joe Belmaati - Mich Hansen - Remee | Cutfather & Joe                       | 3:38 |
| 2.  | Signed, Sealed, Delivered I'm Yours (featuring Stevie Wonder et Angie Stone) | - Stevie Wonder - Lee Garrett - Syreeta Wright - Lula Mae Hardaway                          | - Martin Harrington - Ash Howes       | 3:33 |
| 3.  | Taste It                                                                     | - James - Gary Barlow - Eliot Kennedy - Tim Woodcock                                        | True North                            | 3:33 |
| 4.  | Guilty                                                                       | - James - Barlow - Kennedy - Woodcock                                                       | - True North - Harrington - Ash Howes | 3:45 |
| 5.  | You and Me Bubblin (avec Linkup)                                             | - Costa - Lars Halvor Jensen - Johannes Jørgensen - Ali Tennant                             | Deekay                                | 3:05 |
| 6.  | Rock the Night                                                               | - Costa - Matt Rowe - Sheppard Solomon                                                      | Matt Rowe                             | 3:21 |
| 7.  | When Summer's Gone                                                           | - Costa - James - Ryan - Webbe - Mikkel S. Eriksen, Tor Erik Hermansen, Hallgeir Rustan     | Stargate                              | 4:11 |
| 8.  | Alive                                                                        | - Costa - James - Ryan - Webbe - Eriksen - Hermansen - Rustan                               | Stargate                              | 3:39 |
| 9.  | I Wanna Know                                                                 | - Costa - James - Rasmus Bille Bähncke - René Tromborg - Nate Butler - Leonard Dixon        | Supa'Flyas                            | 3:38 |
| 10. | Back It Up                                                                   | - Costa - Webbe - Jensen - Dicky Daniel Klein - Jørgensen - Tennant                         | Deekay                                | 3:32 |
| 11. | Breathe Easy                                                                 | - Ryan - Jensen - Martin M. Larsson                                                         | Deekay                                | 4:36 |
| 12. | Walk Away                                                                    | - Ryan - Howes - Wayne Hector - Martin Harrington                                           | - Harrington - Howes                  | 4:39 |
| 13. | Where You Want Me                                                            | - James - John McLaughlin - Steve Robson                                                    | Steve Robson                          | 3:45 |
| 14. | How's a Man Supposed to Change?                                              | - Ryan - Rob Persaud                                                                        | Rob Persaud                           | 4:04 |
| 15. | No Goodbyes                                                                  | - Costa - Howes - Harrington - Conner Reeves                                                | - Harrington - Howes                  | 3:57 |
| 16. | U Make Me Wanna                                                              | Robson, McLaughlin, Wilkins                                                                 | Stargate                              | 3:40 |
| 17. | Bubblin' (featuring L.A.D.E)                                                 | - Costa - Jensen - Jørgensen - Tennant                                                      | Deekay                                | 3:29 |
| 18. | A chi mi dice                                                                | - Ryan - Jensen - Larsson - Tiziano Ferro                                                   | Deekay                                | 4:36 |

| 1. | Guilty (Music Video)                              |                                                         |                                          |      |
| 2. | Signed, Sealed, Delivered I'm Yours (Music Video) |                                                         |                                          |      |
| 3. | Breathe Easy (Music Video)                        |                                                         |                                          |      |
| 4. | Bubblin' (Music Video)                            |                                                         |                                          |      |
| 5. | The Gift                                          | Noriyuki Makihara                                       | Deekay                                   | 4:55 |
| 6. | Whatever Happens                                  |                                                         |                                          | 3:45 |
| 7. | Elements                                          | Antony Costa, Lars Halvor Jensen, Lee Ryan, Ali Tennant | Deekay                                   | 3:33 |
| 8. | Guilty (Original Demo)                            | Duncan James, Gary Barlow, Eliot Kennedy, Tim Woodcock  | True North, Martin Harrington, Ash Howes | 3:24 |
| 9. | 'Guilty' Medley                                   |                                                         |                                          | 7:09 |

- Guilty: Live From Wembley

Au Japon, l'album concert DVD du groupe, Guilty: Live From Wembley, contenait un CD bonus avec dix chansons.
| 1.  | The Gift                                               | Noriyuki Makihara                                       | Deekay                                   | 4:55 |
| 2.  | 4 Play                                                 |                                                         |                                          | 3:24 |
| 3.  | Whatever Happens                                       |                                                         |                                          | 3:45 |
| 4.  | Elements                                               | Antony Costa, Lee Ryan, Lars Halvor Jensen, Ali Tennant | Deekay                                   | 3:33 |
| 5.  | Sorry Seems to Be the Hardest Word (Blue Solo Version) |                                                         |                                          | 3:42 |
| 6.  | Breathe Easy (Alternative Edit)                        |                                                         |                                          | 4:12 |
| 7.  | Breathe Easy (Love 4 Music Remix)                      |                                                         |                                          | 4:12 |
| 8.  | Bubblin' (Love 4 Music Remix)                          |                                                         |                                          | 3:30 |
| 9.  | If You Come Back (The Playa's Mix)                     |                                                         |                                          | 3:57 |
| 10. | Guilty (Original Demo)                                 | Duncan James, Gary Barlow, Eliot Kennedy, Tim Woodcock  | True North, Martin Harrington, Ash Howes | 3:24 |

## Classements et certifications
| Classement (2003–04)                | Meilleure position |
| ----------------------------------- | ------------------ |
| Allemagne (Media Control AG)        | 8                  |
| Australie (ARIA)                    | 93                 |
| Autriche (Ö3 Austria Top 40)        | 13                 |
| Belgique (Flandre Ultratop)         | 24                 |
| Danemark (Tracklisten)              | 27                 |
| Écosse (OCC)                        | 3                  |
| Espagne (Promusicae)                | 80                 |
| Europe (European Top 100 Albums)    | 5                  |
| France (SNEP)                       | 97                 |
| Grèce (IFPI)                        | 5                  |
| Hongrie (Mahasz)                    | 37                 |
| Irlande (IRMA)                      | 9                  |
| Italie (FIMI)                       | 7                  |
| Japon (Oricon)                      | 4                  |
| Japon (Oricon International Albums) | 1                  |
| Nouvelle-Zélande (RIANZ)            | 25                 |
| Pays-Bas (Mega Album Top 100)       | 24                 |
| Royaume-Uni (UK Albums Chart)       | 1                  |
| Suède (Sverigetopplistan)           | 55                 |
| Suisse (Schweizer Hitparade)        | 12                 |
| Turquie (Nielsen SoundScan)         | 29                 |

| Classement (2003)             | Position |
| ----------------------------- | -------- |
| Royaume-Uni (UK Albums Chart) | 29       |

| Classement (2004)             | Position |
| ----------------------------- | -------- |
| Allemagne (GfK Entertainment) | 82       |
| Italie (FIMI)                 | 16       |
| Suisse (Schweizer Hitparade)  | 100      |

### Certifications
| Région                                                                                                 | Certification | Ventes/Streams |
| --- | ------------- | -------------- |
| Allemagne (BM)                                                                                         | Or            | 100 000^       |
| Irlande (IRMA)                                                                                         | Platine       | 15 000x        |
| Italie (FIMI)                                                                                          | 2 × Platine   | 200 000*       |
| Japon (RIAJ)                                                                                           | Or            | 100 000^       |
| Royaume-Uni (BPI)                                                                                      | 2 × Platine   | 600 000^       |
| Suisse (IFPI)                                                                                          | Or            | 20 000x        |
| Résumé                                                                                                 |               |                |
| Europe (IFPI)                                                                                          | Platine       | 1 000 000*     |
| *Ventes selon la certification ^Mise en rayon selon la certification xNon précisé par la certification |               |                |